# Vicente Valls Gadea
Vicente Valls Gadea (Alcoy, 1895 -Ibídem, 1974),  fue un arquitecto español de estilo racionalista.

## Biografía
Estudió en Barcelona en la escuela de la ciudad, y en el año 1922, a la edad de 27, los concluyó, obteniendo así su título. Fue arquitecto municipal de Valencia, Gandía y Onteniente y profesor de la Escuela de Artes y Oficios de Valencia. 
En sus primeros años trabaja en proyectos poco conocidos, destacando algunos trabajos en Alcoy, como la iglesia de  Sant Jordi (1923-1927), las viviendas en Rigoberto Albors esquina Marquesa de Togores (1924), el Colegio Cervantes comenzado en el año 1927 entre otros trabajos. Durante este período colaborará con los arquitectos Juan Vidal en Alicante y Joaquín Aracil i Aznar en Alcoy.
Durante la guerra civil estuvo residiendo en Palma de Mallorca donde realizó diversos trabajos para el ayuntamiento como el proyecto del Mercado del Olivar.
El lenguaje de su obra oscila entre el casticismo en su época más temprana, como en el edificio de Papeleras Reunidas en Alcoy, y el racionalismo con rasgos expresionistas en su etapa posterior. Ejemplo de la modernidad de esta etapa son el edificio Merín, en Cocentaina, uno de los primeros ejemplos de arquitectura racionalista en la provincia de Alicante o el edificio Roca en Valencia.
También llevó a cabo proyectos de reconstrucción de edificios perjudicados en la contienda nacional, como la reconstrucción total en estilo gótico de la Casa Natalicia de San Vicente Ferrer  (1944).
Realizó numerosos edificios de viviendas en el barrio del Ensanche de Valencia y el proyecto de ordenación de la playa de Gandía. En Valencia recibe, por parte del ayuntamiento el encargo de la construcción de 2000 casas económicas en la prolongación del Paseo al Mar, en lo que pretendía llegar a ser una Ciudad Jardín. Finalmente este proyecto no se realizó pero existen vestigios de la ciudad jardín proyectada en la avenida de Blasco Ibáñez.
Durante su periodo como arquitecto municipal de Valencia, también fue responsable de las construcciones sanitarias (Hospital Municipal para Infecciosos, posterior Hospital del Cid y  Gotas de Leche, así como los dispensarios de higiene infantil promovidos por el Ayuntamiento, como el del distrito de la Dehesa y el del Botánico, cuyos proyectos firmó en 1944) y escolares (grupo escolar Padre Manjón en el barrio de la Torre, proyecto de 1944; el grupo escolar Teodoro Llorente, con proyecto de 1945 y ampliación de 1948, y el grupo escolar Salvador Tuset en Benicalap, con planos firmados en 1947).  También se le encargó la construcción para el Ayuntamiento de  estaciones sanitarias situadas a las afueras de la ciudad,  para inspeccionar las mercancías que entraban a ciudad.
Tuvo nueve hijos. Uno de sus hijos, Vicente Valls Abad, nacido en 1924 en Alcoy, se ocupó del estudio y clientes de su padre y fue también un reconocido arquitecto con diversas obras arquitectónicas en Valencia.

## Obras
Algunas de sus obras por orden cronológico son:
- Iglesia de San Jorge (Alcoy), junto al arquitecto Timoteo Briet Montaud (1923-1927).[9]
- Edificio de viviendas en la calle Rigoberto Albors esquina Marquesa de Togores, en Alcoy (1924).
- Fachada lateral del Monasterio del Santo Sepulcro, en Alcoy, de estilo barroco regionalista. (1925).
- Edificio del Banco de España, en Alcoy (1927).
- Colegio Lluís Vives en Onteniente, sede de la Universidad de Valencia (1927).
- Escuelas Nacionales San José de Calasanz en Ayelo de Malferit (1927). Actualmente alberga el Museo Nino Bravo.
- Edificio de Papeleras Reunidas, en Alcoy (1930).[10]
- Edificio Merín en la Plaza Alcalde Reig número 12, en Cocentaina (1930-1931).[1]
- Edificio Roca, en la calle San Vicente 34, en Valencia (1934-1936).[1]
- Iglesia parroquial Nuestra Señora del Socorro de Valencia (1941).[2]
- Iglesia arciprestal de Santa María (Alcoy) junto al arquitecto Roque Monllor Boronat (1942).
- Apeadero de Benicalap, en Valencia. (1942).
- Grupo de 203 viviendas para la Cooperativa de la Vivienda Popular Valenciana junto al arquitecto alcoyano José Cort Botí, en Valencia (1959-1964).
- Antiguo Centro Sanitario Municipal del Ayuntamiento de Valencia en Navarro Reverter, construido en 1964 y derribado en 2010.[2][11]
- Edificios de viviendas en el barrio del Ensanche de Valencia.
- Escuelas en la calle Santa Águeda, en Bocairente (Valencia), actualmente Instituto de Enseñanza Secundaria.